# Eszterény
Eszterény (szlovákul: Ostrany, németül: Estring) Balogrussó településrésze, 1960-ig önálló község Szlovákiában, a Besztercebányai kerület Rimaszombati járásában.

## Fekvése
Rimaszombattól 16 km-re északkeletre, Balogrussótól 3 kilométerre délre fekszik, a Meleghegyet Rimabányával összekötő úton. Egyike a Balogrussót alkotó három kataszteri területnek, területe 2,9921 km².

## Története
1297-ben „Esthren" néven említik először, Balog várának uradalomához tartozott. A 14. századtól a Derencsényi család birtoka, később a murányi váruradalom része. 1828-ban 27 házában 238 lakos élt.
Gömör-kishont vármegye monográfiája szerint: „Esztrény, balogvölgyi tót kisközség, 30 házzal és 139 ág. ev. h. vallású lakossal. 1427-ben, a mikor a Derencsényi család az ura, Estran, majd Ozthran néven van említve. 1450-ben Oztren néven szerepel. Úgy látszik, hogy azonos azzal az Osztra községgel, melynek felét 1297-ben Balogh Domokos és Miklós nyerik királyi adományul. A XV. században mint Balogvár tartozéka szerepel és ettől fogva a balogvári birtokok sorsában osztozik. A lakosoknak nagy része, különösen a téli hónapok alatt, szövőborda-készítéssel és kosárfonással foglalkozik. Templom nincs a községben. Postája Felsőbalog, távírója és vasúti állomása Rimaszombat. Ide tartozik Teplicza puszta is."
A trianoni békeszerződésig Gömör-Kishont vármegye Rimaszombati járásához tartozott.
1960-ban Balogrussóhoz csatolták.

## Népessége
1910-ben 148, túlnyomórészt szlovák lakosa volt.
1921-ben a 3,04 km²-es községnek 119 lakosa volt, ebből 113 szlovák nemzetiségű, 98 evangélikus vallású.